# Т. Дж. Макгрегър
Патриция Макгрегър (на английски: Patricia Marie Janeshutz, по съпруг MacGregor) е американска писателка на бестселъри в жанра трилър и документалистика. Пише основно под псевдонима Т. Дж. Макгрегър, а също така под псевдонимите – Алисън Дрейк (5 романа), Триш Джейншутц (3 романа), Триш Дж. Макгрегър и Триш Макгрегър (документалистика).

## Биография и творчество
Родена е на 7 юни 1947 г. в Каракас, Венецуела, където баща ѝ Антон Карл е работил за „Стандарт Ойл“. Той, син на преселник от бивша Югославия, е счетоводител, а майка ѝ Роуз Мари е домакиня.
Израства в родния си град в американската диаспора на работещите във Венецуела и се учи в различни смесени двуезични училища. Идиличната природа и прекрасното ѝ детство я карат да се влюби в Южна Америка. След свалянето на диктатора Маркос Перес Хименес баща ѝ се пенсионира предсрочно и през 1964 г. семейството се мести във Флорида.
Завършва през 1970 г. колежа „Utica“ на Университета на Сиракуза с бакалавърска степен по испански, и Университета на Флорида през 1973 г. с магистърска степен по библиотечно-информационни науки.
След дипломирането си работи в на различни места. През 1974 – 1975 г. е социален работник във Веро Бийч, Флорида, през 1976 – 1979 г. е учител по испански във Веро Бийч, през 1976 – 1979 г. е библиотекар и учител по испански във възпитателно заведение за малолетни нарушители, през 1980 – 1981 г. преподава в училище за възрастни във Форт Лодърдейл, Флорида, през 1981 – 1982 г. е преподавател по английски език на кубински бежанци в Международния университет във Флорида, а през 1982 г. е учител по испански в частно училище във Форт Лодърдейл. От 1983 г. е консултант на авиокомпанията „Avianca“.
Среща и се омъжва, на 16 юли 1983 г., за писателя и журналиста Роб Макгрегър (1948, автор на романите за „Индиана Джоунс“). С него пътуват и пишат пътеписи за перуанската Амазонка. Той я вдъхновява да започне да пише самостоятелно.
Т. Дж. Макгрегър издава първия си роман през 1985 г., под името Триш Джейншутц. Впоследствие през 1987 г. избира унисекс псевдонима „Т. Дж. Макгрегър“ по препоръка на издателя си, тъй като криминалните романи писани от мъже се купуват повече от същите писани от жени.
През 1986 г. започва да издава серията от десет романа „Куин Сейнтджеймс и Майк Масклеари“ с герои двама частни детективи, които работят сред подземния свят на Маями в края на 80-те години. Паралелно с разследванията и приключенията се развива на възходи и падения и връзката между двамата, техния брак, бременността на Куин, убийците, лошите момчета, изневярата и т.н. до смъртта на Майк. Първият роман от серията „Dark Fields“ е номиниран за наградата „Shamus“.
Едновременно със серията „Куин и Майк“ Макгрегър пише няколко криминални романа с герой детектив Айлин Скот в серията „Танго Кей“ под псевдонима Алисън Дрейк. Най-важен аспект в тези романи е създаването на Танго Кей, остров на 12 мили западно от Кий Уест, където анормалната му география е толкова загадъчна колкото островните легенди и предания за русалки, НЛО, призраци и видения. Този остров после намира място в серията „Мира Моралес“ и в романа „Есперанса“.
След приключването на двете серии започва да пише серията трилъри „Мира Моралес“. Мира Моралес е медиум от Флорида и помага на агентa от ФБР Уейн Шепърд да разкрива зловещи загадки и ужасяващи престъпления.
Освен серията Т. Дж. Макгрегър пише и самостоятелни трилъри. Един от тях, романът „Out of Sight“ печели наградата „Едгар Алън По“ за най-добър роман джобен формат през 2002 г.
В последните години писателката публикува романите си под псевдонима Триш Дж. Макгрегър.
Под псевдонима Триш Макгрегър, писателката е автор на 15 документални книги, които отразяват интересите ѝ – астрология, таро, сънища и йога. През 2003 г. след смъртта на известния астролог Сидни Омар, Макгрегър и съпругът ѝ поемат писането на неговите книги по астрология под същия псевдоним.
Тя живее в Бойтън Бийч, Южна Флорида със съпруга си Робърт, дъщеря им Меган и менажерия от домашни любимци.

## Произведения

### като Триш Джейншутц (Trish Janeshutz)

#### Самостоятелни романи
- In Shadow (1985)
- Hidden Lake (1987)

#### Документалистика
- The Making of Miami Vice (1986) – в съавторство с Роб Макгрегър

### като Т. Дж. Макгрегър (T.J. MacGregor)

#### Серия „Куин Сейнтджеймс и Майк Масклеари“' (Quin St. James/Mike McCleary)
1. Dark Fields (1986)
2. Kill Flash (1987)
3. Death Sweet (1988)
4. On Ice (1989)
5. Kin Dread (1990)
6. Death Flats (1991)
7. Spree (1992)
8. Storm Surge (1993)
9. Blue Pearl (1994)
10. Mistress of the Bones (1995)

#### Серия „Мира Моралес“ (Mira Morales)
1. The Hanged Man (1999)
В съня си виждам, изд.: ИК „Бард“, София (2001), прев. Красимира Матева
2. Black Water (2003)
3. Total Silence (2004)
Гробовно мълчание, изд. „ИнфоДАР“ (2008), прев. Иван Атанасов
4. Category Five (2005)
5. Cold as Death (2006)

#### Самостоятелни романи
- The Seventh Sense (2000)
- Vanished (2001)
- The Other Extreme (2001)
- Out of Sight (2002)
- Kill Time (2007)
- Running Time (2008)

### като Алисън Дрейк (Alison Drake)

#### Серия „Танго Кей“ (Tango Key)
1. Tango Key (1988)
2. Fevered (1988)
3. Black Moon (1989
4. Lagoon (1990)
5. High Strangeness (1992)

### като Триш Дж. Макгрегър (Trish J. MacGregor)

#### Самостоятелни романи
- Esperanza (2010)
Есперанса, изд.: ИК „Кръгозор“, София (2012), прев. Паулина Мичева
- Ghost Key (2012)

### като Триш Макгрегър (Trish MacGregor)

#### Документалистика
- The Everything Dreams Book (1997) – в съавторство с Роб Макгрегър
- The Everything Astrology Book (1998)
- Your Cosmic Kids: Using Astrology to Understand Your Children (1998)
- Power Tarot (1998) – в съавторство с Филис Вега
- Your Intuitive Moon: Using Lunar Signs & Cycles to Enhance Your Intuition (2000)
- The Everything Magic & Spells Book (2000)
- The Lotus & the Stars: The Way of Astro-Yoga (2001) – в съавторство с Роб Макгрегър
- Creative Stars: Using Astrology to Tap Your Muse (2002)
- Your Story in the Stars (2003)
- Sydney Omarr's Spirit Guides (2003)
- Mars and Sex: The Secrets of Sexual Astrology (2004)
- Soul Mate Astrology: How to Find and Keep Your Ideal Mate Through the Wisdom of the Stars (2004)
- Animal Totems (2004) – в съавторство с Милие Гемондо
- The 7 Secrets of Synchronicity (2010) – в съавторство с Роб Макгрегор
- Synchronicity And The Other Side (2011) – в съавторство с Роб Макгрегор

Заедно с Роб Макгрегор са автори на астрологичните прогнози „Sydney Omarr's Astrological Guide“ от 2005 г. до 2013 г. под псевдонима Сидни Омар.